# Tosin Ogunode
Tosin Ogunode (ur. 2 marca 1994) – katarski lekkoatleta specjalizujący się w biegach sprinterskich.
25 stycznia 2014 we Flagstaff przebiegł dystans 60 metrów w hali w czasie 6,50, ustanawiając nowy halowy rekord Azji.
Jego starszym bratem jest Femi Ogunode.

## Osiągnięcia
| Rok  | Impreza                   | Miejsce     | Konkurencja        | Lokata     | Wynik |
| ---- | ------------------------- | ----------- | ------------------ | ---------- | ----- |
| 2016 | Halowe mistrzostwa Azji   | Doha        | bieg na 60 metrów  | półfinał   | DQ    |
| 2017 | Mistrzostwa Azji          | Bhubaneswar | bieg na 100 metrów | –          | DQ    |
| 2018 | Halowe mistrzostwa Azji   | Teheran     | bieg na 60 metrów  | 2. miejsce | 6,63  |
| 2018 | Halowe mistrzostwa świata | Birmingham  | bieg na 60 metrów  | półfinał   | 6,77  |
| 2018 | Igrzyska azjatyckie       | Dżakarta    | bieg na 100 metrów | 2. miejsce | 10,00 |
| 2018 | Igrzyska azjatyckie       | Dżakarta    | bieg na 200 metrów | półfinał   | DNF   |

## Rekordy życiowe
- Bieg na 60 metrów (hala) – 6,50 (2014) do 2018 halowy rekord Azji
- Bieg na 100 metrów – 10,00 (2018)